# Listă de masoni (E–Z)
Această este o listă de masoni notabili în ordine alfabetică (de la E la Z)
.  

## E
- George Howard Earle III (5 decembrie 1890 – 30 decembrie 1974), al 38-lea guvernator de Pennsylvania și diplomat american.[1][2][3]
- Edward al VII-lea, rege al Regatului Unit[4]
- Edward al VIII-lea, rege al Regatului Unit[4]

## F
- Frederick cel Mare, rege al Prusiei. Membru și fondator al lojei Zu den drei Weltkugeln (Of the Three Globes).[5]